# Giuseppe Pronio
Giuseppe Gabriele Antonio Pronio (Introdacqua, 20 febbraio 1760 – Napoli, 26 gennaio 1804) è stato un generale italiano.

## Biografia
Primogenito di otto figli venuti alla luce da Domenico Berardino e da Caterina Rossetti, Giuseppe Pronio crebbe a Introdacqua, in Valle Peligna, in Abruzzo.
Soprannominato Gran diavolo per la sua audacia e la sua intolleranza ai soprusi, fu uomo di cultura, e dopo essere stato chierico divenne armigero dei marchesi del Vasto. Sposò a diciotto anni la sua coetanea e concittadina Lucia Barbara Lorenza, figlia di Ermenegildo Di Clemente, da cui ebbe il 14 luglio 1784 il primo figlio Paolo. Con l'arrivo dei francesi napoleonici divenne uno dei capimassa di maggior successo della zona settentrionale del Regno di Napoli. Messosi a capo di settecento uomini, in seguito cresciuti a migliaia, sconfisse ripetutamente i francesi nei mesi tra dicembre 1798 e gennaio 1799. Dopo una prima vittoria a Roccacasale, il 5 gennaio 1799 vi fu a Sulmona una vera e propria battaglia tra la massa del Pronio da una parte e una colonna di Francesi dall'altra: gli scontri, che si verificarono alle porte della cittadina presso ponte San Panfilo si spostarono poi verso Pacentro, ma il sopraggiungere della notte e l'esaurirsi delle munizioni costrinsero gli uomini di Pronio a lasciare il campo e ripiegare su Introdacqua, loro quartier generale.

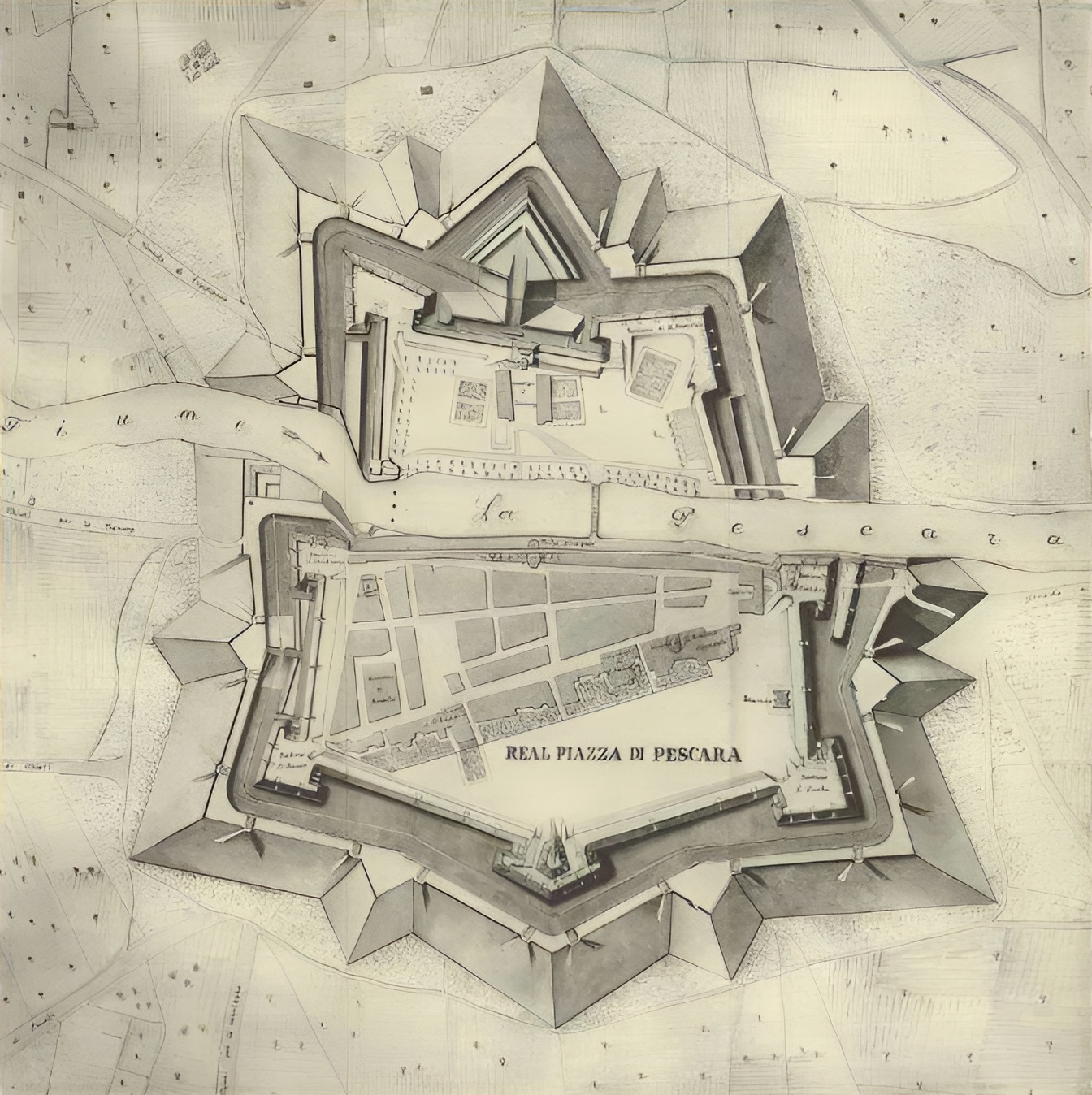
Mappa della piazzaforte di Pescara

Dopo essere stato sconfitto a Ripa Teatina, ricomparve vittorioso e con nuovi uomini all'altopiano delle Cinquemiglia e a Isernia. Il 9 maggio ristabilì il governo borbonico a Chieti, il 10 ad Ortona, tra il 12 e il 15 a Lanciano, tra il 18 e il 21 a Vasto e alla fine di giugno assediò la fortezza di Pescara difesa da Ettore Carafa. Il re Ferdinando I, con decreto del 2 giugno 1799, lo nominò generale comandante dei tre Abruzzi. Con un successivo decreto del 5 giugno Fabrizio Ruffo, vicario generale del Regno, nominava Pronio capitano generale.
L'ultima battaglia in cui si hanno notizie di un suo coinvolgimento fu sulla linea del Tronto il 30 marzo 1801.
Morì nel 1804, probabilmente per avvelenamento.